# Nissan Jikoo
De Nissan Jikoo is een conceptauto van het Japanse merk Nissan. De Jikoo werd voor het eerst getoond tijdens de Tokyo Motor Show van 2003. De auto is gemaakt naar aanleiding van zowel het 70-jarig bestaan van Nissan als het 400-jarig bestaan van de stad Tokio.

## Model
De Jikoo is een verwijzing naar een van de eerste modellen van Nissan, de Datsun Roadster uit 1935. De roadster heeft een hoge neus waardoor boven de motor nog bagageruimte ontstaat. Het ontwerp moet met zijn ebbenhouten interieur en zijn waaiervormige dashboard de Japanse traditie uitstralen. Over de motorisatie van de Jikoo is niets bekendgemaakt.

## Productie
Aangezien het slechts om een hommage aan de geschiedenis van Nissan en Japan ging zal de Jikoo niet in productie worden genomen.